# Lotnisko Ahrenlohe
Lotnisko Ahrenlohe (ICAO: EDHO) – port lotniczy położony 2 km na wschód od Tornesch, w kraju związkowym Szlezwik-Holsztyn, w Niemczech.